# Утягулов, Зубай Тухватович
Зуба́й Тухва́тович Утягу́лов  (баш. Зөбәй Төхвәт улы Үтәғолов) (15 сентября 1913 — 15 января 1943) — участник Великой Отечественной войны, Герой Советского Союза. Стрелок 130-го гвардейского стрелкового полка 44-й гвардейской стрелковой дивизии 6-го гвардейского стрелкового корпуса 1-й гвардейской армии Юго-Западного фронта, гвардии красноармеец.

## Биография

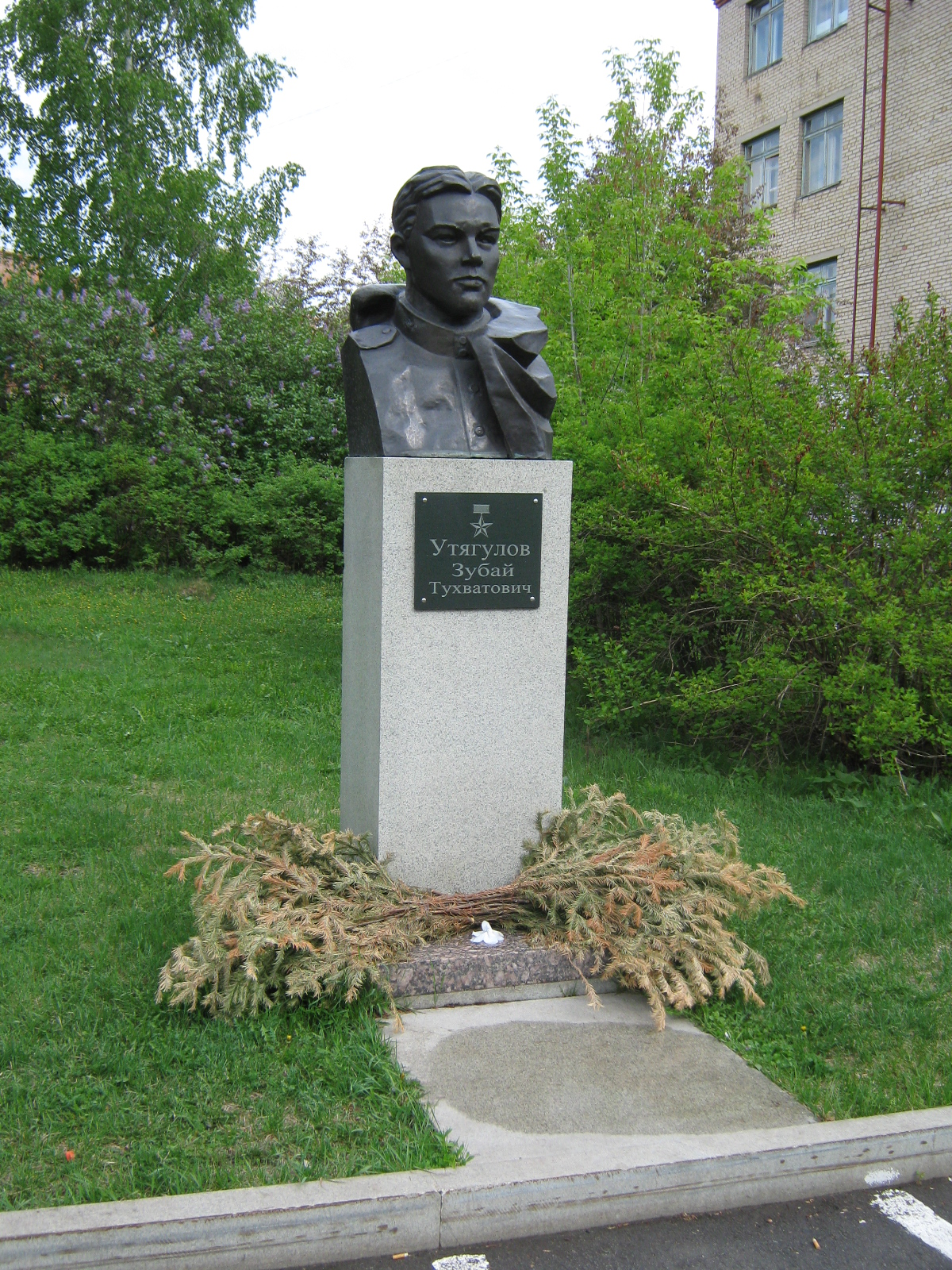
Бюст Утягулова в Белорецке

Родился 15 сентября 1913 года в селе Бакеево (ныне Белорецкий район Башкортостана) в крестьянской семье. Башкир.
Учился в селе Макарово Макаровского района в Макаровской школе II ступени (которая слилась со школой I ступени и стала Макаровской средней школой). С 1940 года работает учителем башкирского языка и литературы в школе д. Юлдашево. В 1941 году назначается директором этой школы.
В Красную Армию призван Мелеузовским райвоенкоматом Башкирской АССР в августе 1942 года. В действующей армии — с ноября 1942 года.
Красноармеец Зубай Утягулов особо отличился 15 января 1943 года в боях за железнодорожный посёлок Донской (ныне станция Красновка Тарасовского района Ростовской области), где погиб вместе с другими бойцами. Похоронен в братской могиле на станции Красновка.
Указом Президиума Верховного Совета СССР «О присвоении звания Героя Советского Союза начальствующему и рядовому составу Красной Армии» от 31 марта 1943 года за «образцовое выполнение боевых заданий командования на фронте борьбы с немецкими захватчиками и проявленные при этом отвагу и геройство» удостоен посмертно звания Героя Советского Союза. Также награждён посмертно Орденом Ленина. В 1975 году его имя присваивается Юлдашевской средней школе.

## Память
- На стене школы села Аркаулово установлена памятная доска Зубаю Утягулову[4].
- На стене Макаровской школы села Макарово, где учился в школе II ступени З. Утягулов, вывешена мемориальная доска в честь выпускников Д. Г. Киекбаева и З. Т. Утягулова.
- В Белорецке установлен его бюст.
- У перрона станции Красновка установлен памятник 13-ти Героям.
- В Москве в Центральном музее Вооружённых Сил оборудован стенд «Тринадцать Героев Красновки»[5].
- Экспозиция в Макаровской школе Ишимбайского района[6].